# سازمان انقلابی توده‌های جمهوری اسلامی
سازمان انقلابی توده‌های جمهوری اسلامی (ساتجا) سازمانی اسلامی بود به رهبری محمد منتظری.
هدف این سازمان استقرار جمهوری اسلامی در دیگر کشورهای اسلامی بود.
پس از کشته شدن محمد منتظری در انفجار حزب جمهوری اسلامی، ساتجا به گروهی به نام جنبش‌های آزادی‌بخش جهان اسلام به رهبری سید مهدی هاشمی پیوست.